# Aion (bóg)
Aion (gr. Αἰών Aiṓn) – grecki bóg czasu, patron misteriów mitraistycznych i gnostyckich. W mitraizmie znany jako Król Klucza. W przeciwieństwie jednak do wielu innych bogów, którzy zajmowali się czasem (Chronos – patron czasu określonego; Kairos – patron właściwej chwili; Uroboros – bóg wiecznego powrotu), Aion patronował czasowi jako większej jednostce; imię tego boga oznacza też: eon, wiek, epoka. Kryło się za tym przekonanie, że bogowie w różnych epokach zachowują się wobec ludzi na różne – charakterystyczne dla danej epoki – sposoby. W tym ujęciu Aion byłby patronem ery (eonu) w historii ludzkości. Biorąc pod uwagę linearne, judeochrześcijańskie wyobrażenie czasu, podług którego historia ma początek i cel, Aion może też oznaczać wieczność. A zatem można uznać Aiona za bóstwo nieskończenie długiego trwania, którego odpowiednikami byli: (łac.) Saeculum, (pers.) Zurwan, (hbr.) Olam.
Aion to bóstwo pojawiające się w epoce synkretyzmu religijnego – wyraźnie widać to po przypisywanych mu legendach, atrybutach i właściwościach. Epifaniusz z Salaminy (Panarium LI, 22) na przykład w następującej opowieści przedstawia narodziny Aiona: "Czuwają całą noc wśród śpiewów i gry na fletach, które składają w ofierze wizerunkowi bóstwa; a kiedy kończą nocne święto, gdy kur zapieje, przy świetle pochodni schodzą do podziemnego sanktuarium i wynoszą stamtąd drewniany posąg, który nago siedzi na nosidłach; na czole ma on złoty znak krzyża, a na obu dłoniach dwa inne znaki tej samej formy, i jeszcze na obu kolanach dwa inne, a te pięć znaków wykonane jest ze złota. I obnoszą ten drewniany posąg, siedem razy okrążając centralne pomieszczenie świątyni, wśród dźwięków fletów i bębnów, piejąc hymny, a po tej procesji odnoszą go z powrotem do podziemnej komnaty. Jeśli jednak zapytać ich, cóż to za tajemniczy obrzęd, odpowiadają: W tej godzinie Kora porodziła dziś Aiona".
Przedstawiany jako muskularny, uskrzydlony mężczyzna z głową lwa (stąd określenie Deus Leontocephalus, łac., "bóg lwiogłowy"), opleciony przez węża, ciało pokryte znakami zodiaku, z kluczami w dłoniach. Najbardziej znane wyobrażenie (monumentalna drewniana rzeźba) Aiona znajduje się przy schodach wyjściowych z Muzeów Watykańskich.
Aion to Nieskończony Czas i Długie Trwanie; w hierarchii mitraizmu to bóg najwyższy – ten, który tworzy i niszczy wszelkie rzeczy; to coś w rodzaju bergsonowskiego durée créatrice. To bóg słońca. Lew to znak zodiaku, przez który słońce przechodzi w lecie, wąż zaś symbolizuje zimę lub wilgotną porę roku. A zatem Aion, lwiogłowy bóg z wężem owiniętym wokół ciała, też przedstawia zjednoczenie przeciwieństw, światła i ciemności, tego, co męskie, i tego, co żeńskie, tworzenia i niszczenia. Bóg ten jest przedstawiany ze skrzyżowanymi ramionami i z kluczem w dłoni. Jest on "duchownym ojcem" św. Piotra, także klucznika. Klucze Aiona to klucze do wrót przeszłości i przyszłości.